# الدوري التونسي لكرة اليد 1971–72
الدوري التونسي لكرة اليد 1971-1972 هو الدورة 17 من الدوري التونسي لكرة اليد للرجال. شارك فيها 12 فريقا.

فاز بهذا الموسم الترجي الرياضي التونسي، وجاء ثانيا جمعية البريد والبرق والهاتف الرياضية.

## روابط خارجية
- الموقع الرسمي للجامعة التونسية لكرة اليد.